# 仁徳区

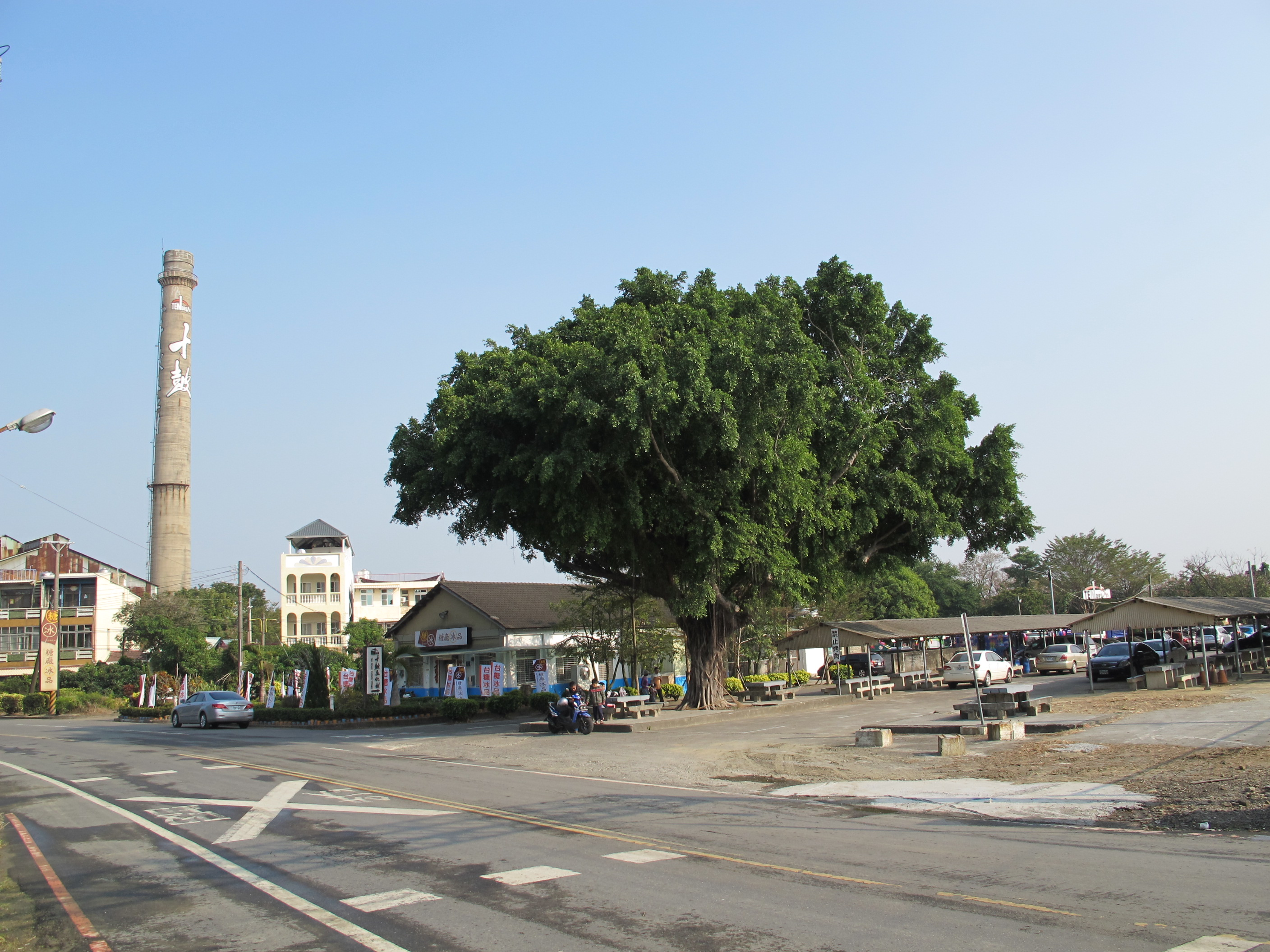
十鼓文化村（旧仁徳製糖工場）と大ガジュマル

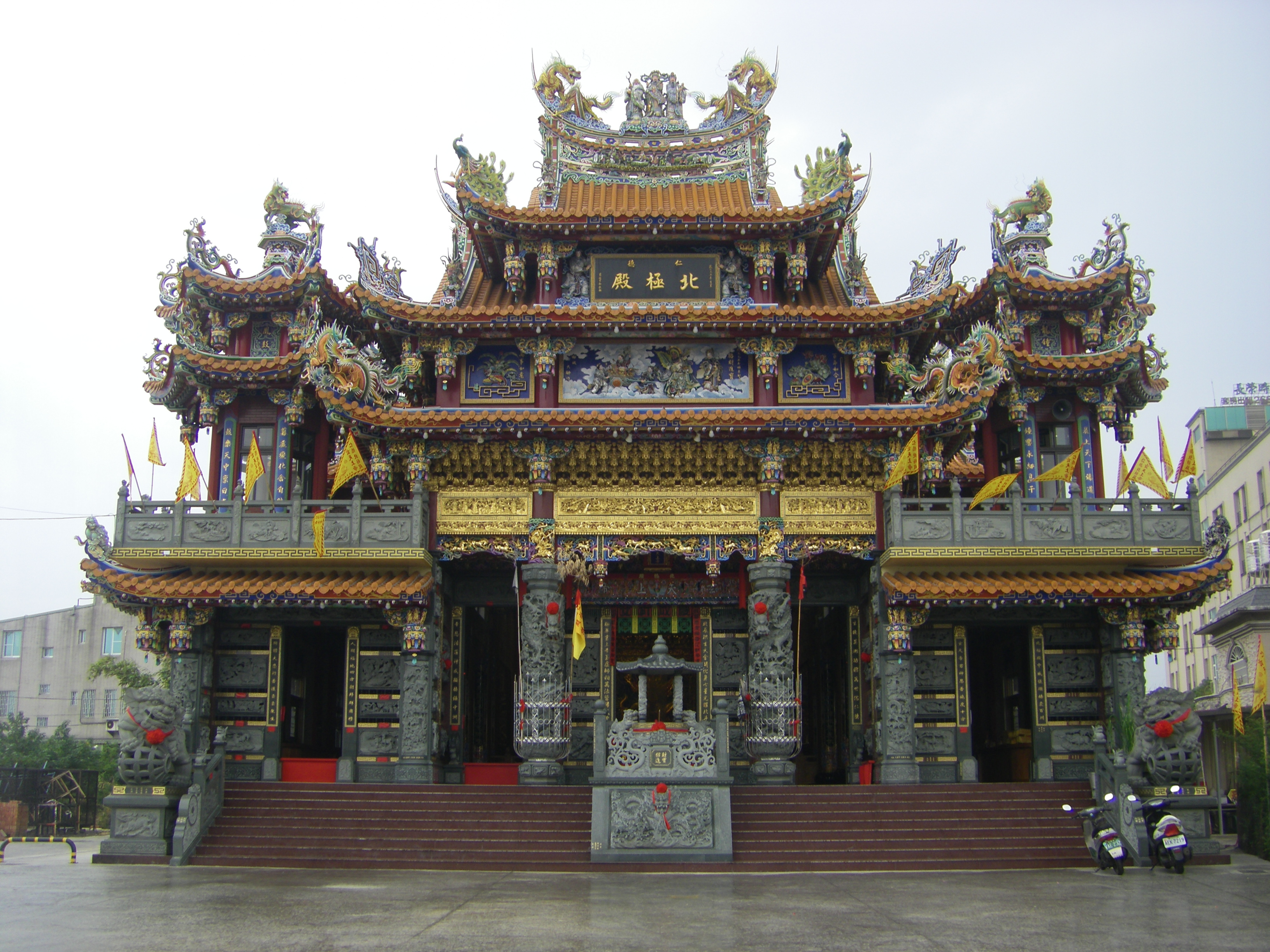
仁徳北極殿

仁徳区（レンデー/じんとく-く）は、台南市の市轄区。

## 地理
仁徳区は台南市南西端に位置し、東は帰仁区と、南は二仁渓を隔てて高雄市湖内区、路竹区と、北は永康区、西は南区、東区とそれぞれ接している。

## 歴史
仁徳は古くは西拉雅族の居住地であった。鄭成功時代には早くも「仁徳里」が設置されている。日本統治時代のの1920年の台湾地方改制の際、この地に「仁徳庄」が設けられ台南州新豊郡の管轄となった。台湾の中華民国への編入後は台南県仁徳郷に改められ、2010年12月25日に台南県が台南市に編入されたことに伴って仁徳区となり、現在に至る。

## 行政区
| 里 |
| --- |
| 一甲里、大甲里、太子里、仁和里、仁徳里、保安里、二行里、土庫里、仁愛里、後壁里、文賢里、上崙里、中洲里、仁義里、成功里、新田里 |

## 歴代区長
| 代 | 氏名 | 着任日 | 退任日 |
| -- | ---- | ------ | ------ |

## 教育

### 大学
- 嘉南薬理科技大学

### 技術学院
- 中華医事学院

### 国民中学
- 台南市立仁徳国民中学
- 台南市立文賢国民中学

### 国民小学
- 台南市立仁徳国民小学
- 台南市立仁和国民小学
- 台南市立徳南国民小学
- 台南市立長興国民小学
- 台南市立大甲国民小学
- 台南市立文賢国民小学
- 台南市立虎山国民小学
- 台南市立依仁国民小学

## 交通

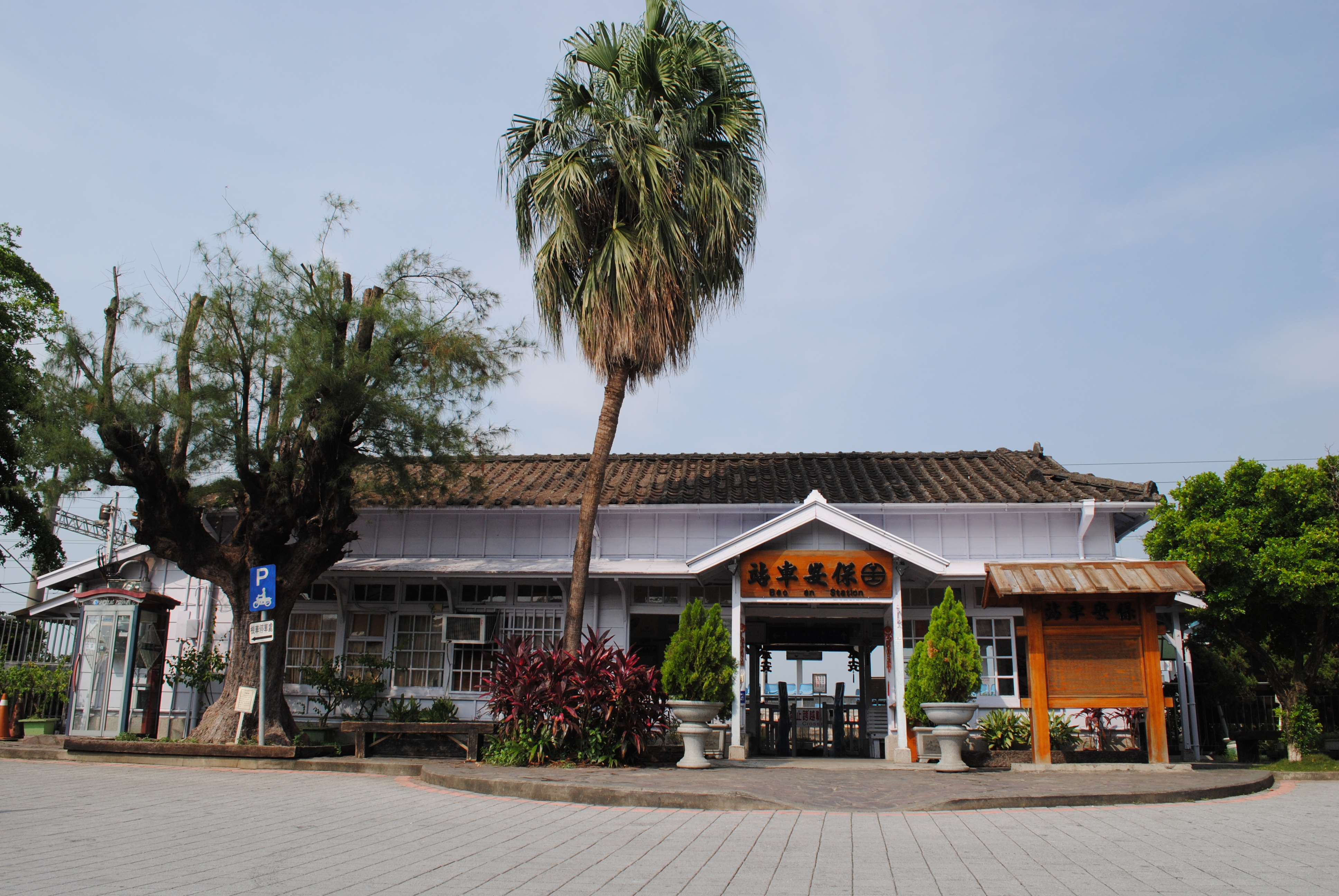
保安駅

| 種別 | 路線名称             | その他               |
| ---- | -------------------- | -------------------- |
| 鉄道 | 縦貫線               | 保安駅 仁徳駅 中洲駅 |
| 鉄道 | 沙崙線               | 2011年開業           |
| 国道 | 国道1号 中山高速道路 | 台南IC               |
| 省道 | 台1線                |                      |

## 観光

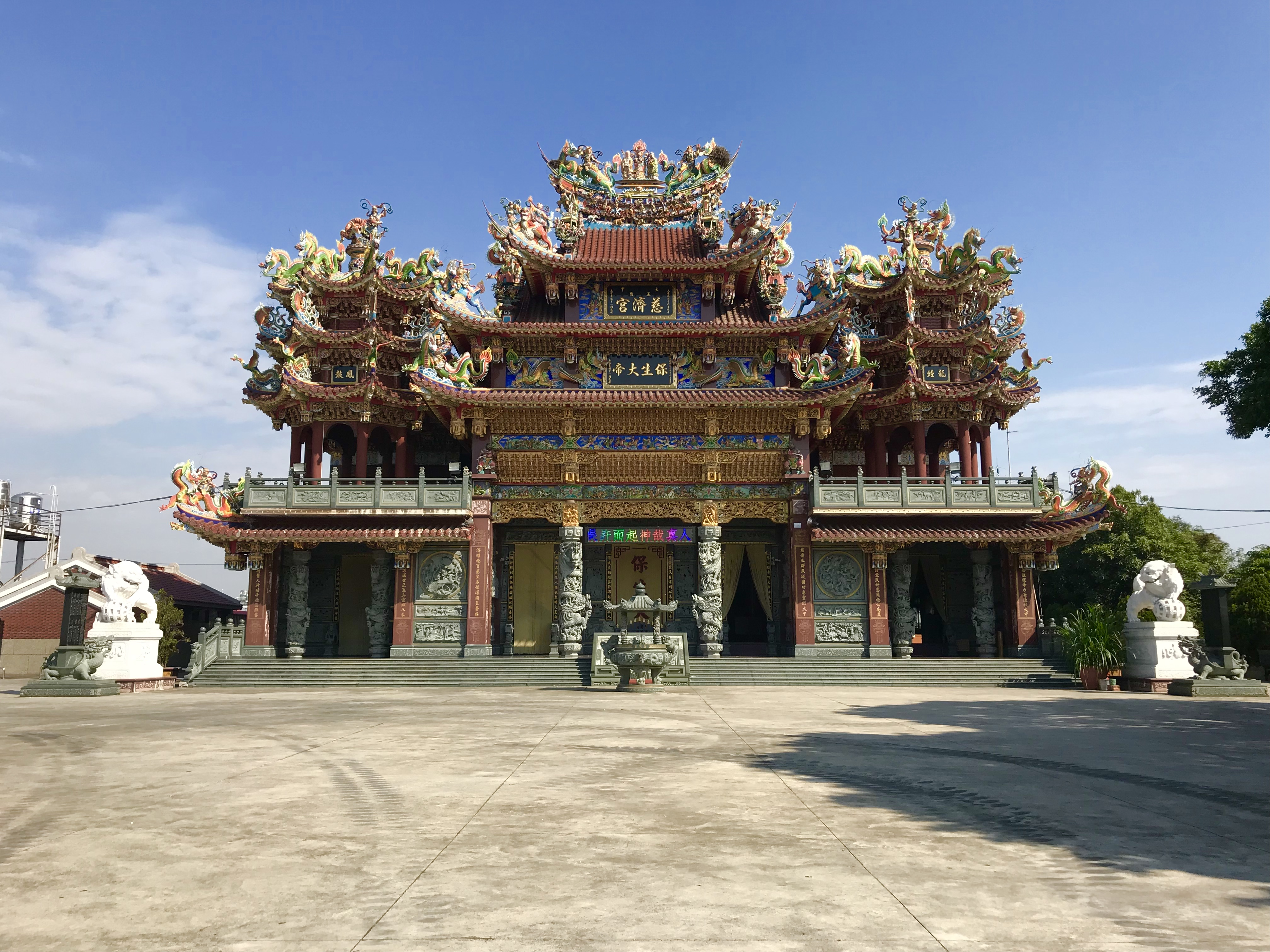
大甲慈済宮

- 奇美博物館
- 台糖仁徳製糖工場（中国語版）
- 虎山社（中国語版）
- 岳王廟
- 十鼓文化村
- 台南都会公園（中国語版）
- 保安駅
- 二空新村（中国語版）
- 二層橋
- 二層行渓橋（中国語版）
- 三甲三爺宮（中国語版）